# کوبیژتسه
کوبیژتسه (به لهستانی:  Kobierzyce) یک روستا در لهستان است که در گمینا کوبیژتسه واقع شده‌است.
 کوبیژتسه  ۲٬۰۹۵ نفر جمعیت دارد.